# Spectroscopie în infraroșu

Exemplu de spectru în IR pentru bromometan, indicând picuri la 3000, 1300 și 1000 cm−1

Spectroscopia în infraroșu (de obicei întâlnită spectroscopie IR) este o tehnică spectroscopică ce implică urmărirea interacțiunii dintre radiațiile infraroșii și materia. Există diverse tehnici de spectroscopie în IR, majoritatea fiind bazate pe spectroscopia de absorbție. Aplicațiile sale includ identificarea și studiul anumitor compuși, probele putând fi solide, lichide sau gazoase.

## Aspecte teoretice

### Vibrația moleculelor
Pentru a absoarbe în domeniul IR, o moleculă trebuie să fie activă IR, adică să aibă o anumită vibrație. Pentru a apărea, vibrația moleculară este asociată cu schimbări ale momentului de dipol, de aceea nu este neapărat necesar ca molecula să fie un dipol permanent.
Atomii prezenți într-o grupă de forma CH2X2, de obicei întâlnită în compuși organici (unde X reprezintă orice atom), pot vibra în nouă moduri diferite. Șase dintre acestea implică vibrații are porțiunii metilenice (-CH2-) și pot fi:
| Direcție și simetrie | Simetrice                     | Asimetrice                     |
| -------------------- | ----------------------------- | ------------------------------ |
| Radiale              | Vibrație de valență simetrică | Vibrație de valență asimetrică |
| Latitudinale         | Forfecare                     | Balansare în plan              |
| Longitudinale        | Balansare                     | Torsiune                       |